# Opisthacantha infortunata
Opisthacantha infortunata är en stekelart som först beskrevs av Nixon 1933.  Opisthacantha infortunata ingår i släktet Opisthacantha och familjen Scelionidae. Inga underarter finns listade i Catalogue of Life.